# Tachibana Dōsetsu
Tachibana Dōsetsu (立花道雪, 22 de abril de 1513-Provincia de Chikugo, 2 de noviembre de 1585), nacido Betsugi  Akitsuga (戸次鑑連), también conocido como Bekki Akitsura y Bekki Dōsetsu, fue un samurái japonés durante el período Sengoku que sirvió al clan Ōtomo. Miembro del clan Bekki, fue el padre de Tachibana Ginchiyo y el padre adoptivo de Tachibana Muneshige.
Era conocido como uno de los sirvientes más sabios del clan Ōtomo y era recordado por su postura contra el cristianismo en el dominio del clan Ōtomo. Dosetsu era considerado uno de los Sanshuku del clan Ōtomo, junto con Usuki Akisumi y Yoshihiro Akimasa.
La carrera militar de Tachibana Dōsetsu es principalmente conocida por su participación en 37 campañas militares y más de 100 enfrentamientos de menor escala, a pesar de tener la mitad de la parte inferior de su cuerpo paralizada, incluida la Batalla de Tatarahama y la brillante defensa de la ciudad de Kurume.
Como tema de leyendas míticas y por su destreza personal en la batalla, Dōsetsu se ganó apodos como Encarnación de Hachiman (弓矢八幡), Encarnación del dios del trueno (摩利支天の化身), Dios de la guerra de Kyushu (九州の軍神) y Dosetsu el ogro (鬼道雪). 
Dōsetsu murió de enfermedad durante una campaña militar en la provincia de Chikugo en 1585.